# Koncert pro cembalo
Koncert pro cembalo je dílo španělského hudebního skladatele Manuela de Fally složené v letech 1923–1926 pro cembalistku Wandu Landowskou. Jedná se o poslední autorovu dokončenou skladbu delší 10 minut.
Dílo je uváděno také pod názvy koncert pro cembalo a komorní soubor, koncert pro cembalo a pět nástrojů, či jako koncert pro cembalo s průvodem flétny, hoboje, klarinetu, houslí a violoncella.

## Historie
Manuel de Falla začal na skladbě pracovat v roce 1923 poté, co se seznámil s Wandou Landowskou, která hrála na cembalo v jeho loutkové opeře Divadélko loutkáře Pedra (El Retablo de maese Pedro). Landowská nabádala nejenom španělského skladatele, ale též jeho souputníka Francise Poulenca, aby pro cembalo napsali koncert.
Tvůrčí proces trval de Fallovi dlouhé tři roky a dokládal jeho přesnou a promyšlenou, byť zjevně pomalou práci, která vedla k několikerému odložení premiérového uvedení. Premiéra se nakonec uskutečnila 5. listopadu 1926 v Barceloně a Landowská se jej jako interpretka osobně zúčastnila, avšak kvůli nedostatečnému nacvičení, narychlo připraveným a chybným partům byla otřesena a odmítla dále provádět dílo, byť jí bylo dedikováno.
Skladatel poté cembalové party prováděl sám, například při francouzské premiéře v květnu 1927 nebo při premiérovém uvedení v Londýně o měsíc později, kde provedl koncert jak v partu pro cembalo, tak pro fortepiano.
Dílo je stylově neoklasicistní, výrazně však reflektuje prvky španělského folklóru.

## Charakteristika díla

### Věty
1. Allegro
2. Lento
3. Vivace

První věta Allegro je vystavěna na dvou kontrastních myšlenkách. První plyne v rychlých cembalových figuracích podpořených ostatními nástroji. Druhá myšlenka cituje část španělské středověké písně De los alamos vengo, madre. Druhá věta Lento je monotematická, spojuje neobarokní postupy s arpeggiovou akordickou hrou cembala. Třetí věta Vivace má radostný ráz s volným využitím karikujících prvků neoklasicistního stylového pojetí.

## Vybrané nahrávky
- Česká filharmonie, dirigent František Vajnar, Zuzana Růžičková (cembalo), 1983 (reedice 2017), Supraphon (společně s Rapsodií č. 1 Clauda Debussyho a Malou koncertantní symfonií Franka Martina)